# Liste der österreichischen Meister im Pony-Fahrsport
Die Liste der österreichischen Meister im Pony-Fahrsport beinhaltet die Sieger der österreichischen Meisterschaften im Fahrsport der Disziplinen Einspänner, Zweispänner und Vierspänner.
Die kombinierte Wertung besteht aus drei Teilprüfungen und ergibt sich aus den Resultaten der Dressurprüfung, Marathon und des Kegelfahrens.

## Österreichischer Meister Pony-Einspänner
| Jahr | Ort                            | Sieger              | Zweiter          | Dritter                 |
| ---- | ------------------------------ | ------------------- | ---------------- | ----------------------- |
| 2008 | Bregenz                        | Sandra Dreher       | Benno Baldauf    | Peter Fink              |
| 2009 | Wolfsberg                      | Harald Ebner        | Viktoria Wolf    | Evelyn Nessmann-Prunner |
| 2010 | Bregenz                        | Stefan Gratz        | Isidor Weber     | Enrico Allgäuer         |
| 2011 | Stadl-Paura                    | Jacqueline Pirhofer | Alexander Bösch  | Stefan Gratz            |
| 2015 | Zistersdorf                    | Erich Pürstinger    | Simone Holzinger | Jacqueline Pirhofer     |
| 2016 | Sankt Margarethen im Lavanttal | Patrick Gösweiner   | Franz Lechner    | Christiane Schluder     |
| 2017 | Viechtwang                     | Erich Pürstinger    | Rebecca Nick     | Franz Lechner           |
| 2018 | Altenfelden                    | Lukas Baldauf       | Rebecca Nick     | Severin Baldauf         |
| 2019 | Viechtwang                     | Michaela Schöftner  | Erich Pürstinger | Bernhard Baldauf        |

## Österreichischer Meister Pony-Zweispänner
| Jahr | Ort           | Sieger           | Zweiter          | Dritter         |
| ---- | ------------- | ---------------- | ---------------- | --------------- |
| 2008 | Bregenz       | Stefan Bösch     | Anton Meingast   | Gottfried Elend |
| 2009 | Wolfsberg     | Isidor Weber     | Gottfried Elend  | Johann Perhab   |
| 2010 | Bregenz       | Bernhard Baldauf | Alfred Längle    | Eduard Gassner  |
| 2011 | Karlstetten   | Stefan Bösch     | Erich Pürstinger | Karl Cvörnjek   |
| 2012 | Piber-Köflach | Alexander Bösch  | Rupert Ganhör    | Stefan Bösch    |
| 2016 | Stadl-Paura   | Roman Elend      | Severin Baldauf  | Rebecca Nick    |
| 2017 | Viechtwang    | Roman Elend      | Severin Baldauf  | Rebecca Nick    |
| 2018 | Zistersdorf   | Roman Elend      | Markus Platzer   | Rupert Ganhör   |
| 2019 | Viechtwang    | Roman Elend      | Simone Holzinger | Rupert Ganhör   |

## Österreichischer Meister Pony-Vierspänner
| Jahr | Ort         | Sieger        | Zweiter        | Dritter        |
| ---- | ----------- | ------------- | -------------- | -------------- |
| 2008 | Bregenz     | Peter Schenk  | Michael Broger | Rupert Ganhör  |
| 2009 | Wolfsberg   | Karl Cvörnjek |                |                |
| 2010 | Bregenz     | Stefan Bösch  | Peter Schenk   | Michael Broger |
| 2012 | Bregenz     | Stefan Bösch  | Peter Schenk   | Rupert Ganhör  |
| 2013 | Karlstetten | Peter Schenk  | Stefan Bösch   | Michael Broger |
| 2014 | Viechtwang  | Peter Schenk  |                |                |
| 2015 | Bregenz     | Peter Schenk  | Michael Broger |                |
| 2016 | Altenfelden | Roman Elend   | Peter Schenk   |                |
| 2019 | Viechtwang  | Peter Schenk  | Julia Kollros  |                |